# 任务之
任务之（1929年—），男，山西兴县人，中华人民共和国政治人物，曾任国务院宗教事务局局长，第七、八届全国政协委员。